# 科尔默农
科尔默农（法語：Cormenon，法語發音：[kɔʁmənɔ̃]）是法国卢瓦-谢尔省的一个市镇，位于该省西北部，属于旺多姆区。

## 地理
科尔默农（47°58'6"N, 0°53'37"E）面积5.76 平方千米，位于法国中央-卢瓦尔河谷大区卢瓦-谢尔省，该省份为法国中北部省份，北起厄尔-卢瓦省，东北接卢瓦雷省，东南接谢尔省，南至安德尔省，西南接安德尔-卢瓦尔省，西北接萨尔特省。
与科尔默农接壤的市镇（或旧市镇、城区）包括：巴尤、舒村、蒙杜布洛、布赖河畔萨尔热、勒唐普勒。
科尔默农的时区为UTC+01:00、UTC+02:00（夏令时）。

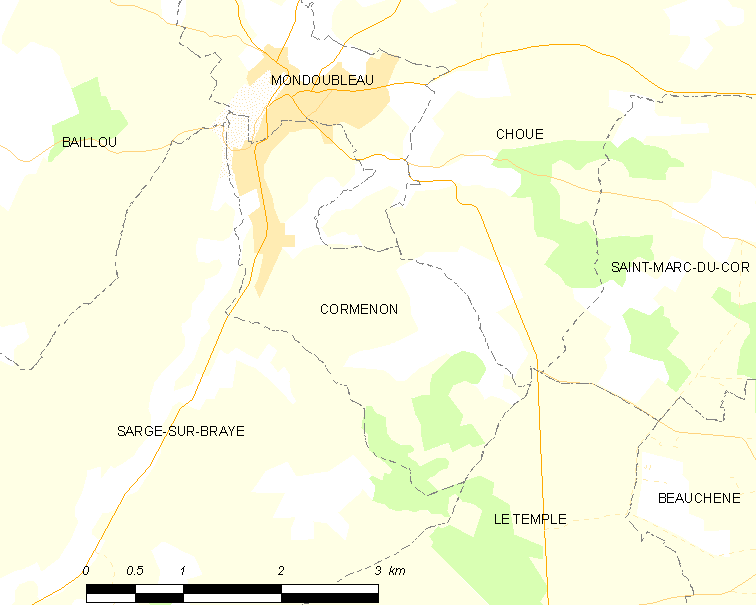
科尔默农的OSM定位图

## 行政
科尔默农的邮政编码为41170，INSEE市镇编码为41060。

## 政治
科尔默农所属的省级选区为佩尔什县。

## 交通
中央-卢瓦尔河谷大区公共交通5号线经过科尔默农。

## 人口

1962-2008年间科尔默农人口变化图示

科尔默农于2022年1月1日时的人口数量为690人。